# Kirche Wedereitischken

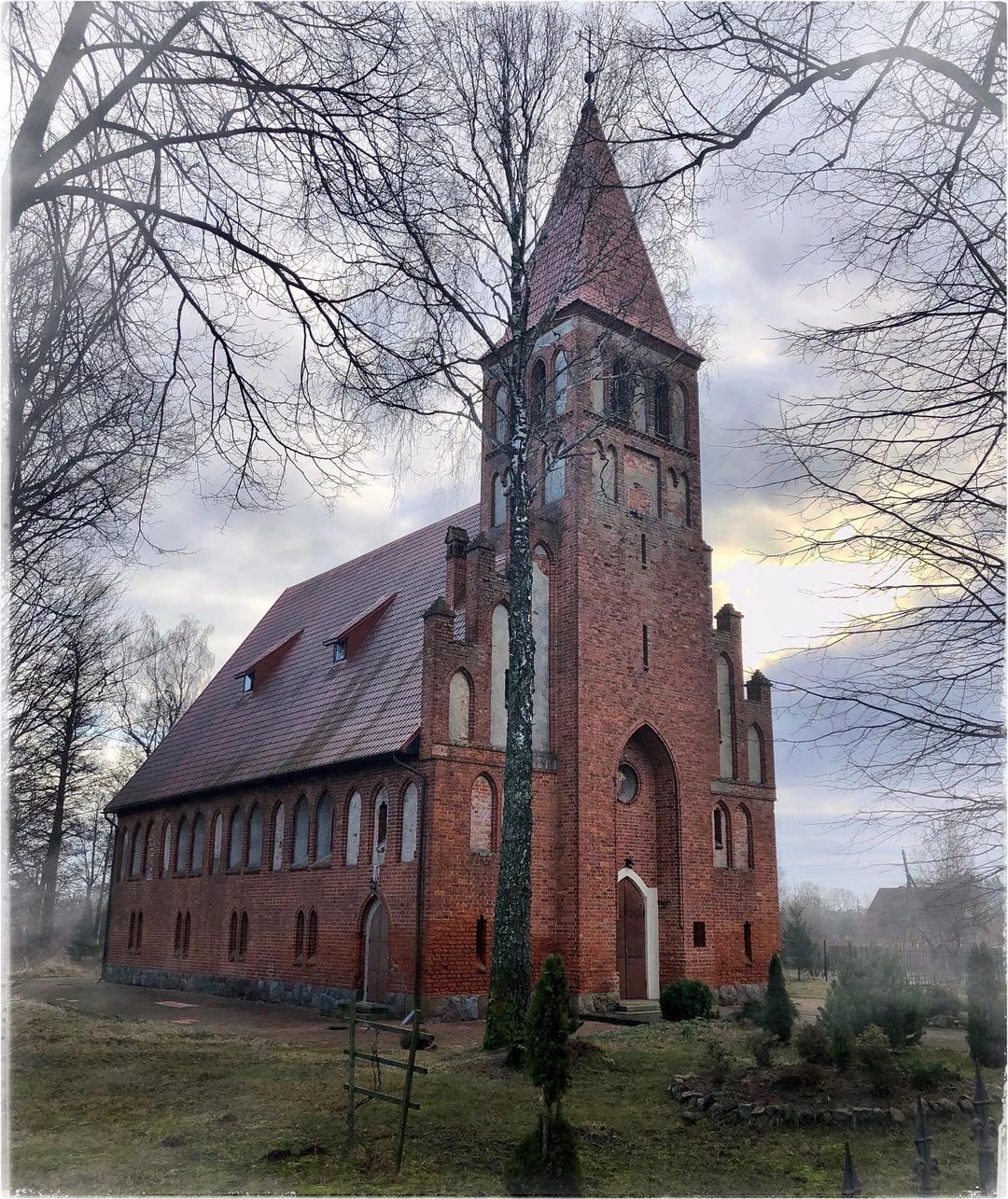
Kirche Wedereitischken

Die Kirche Wedereitischken (russisch Кирха Ведерайтишкена, der Ort hieß zwischen 1938 und 1946: Sandkirchen) war bis 1945 evangelisches Gotteshaus für das dazugehörige ostpreußische Kirchspiel des heute Timofejewo genannten Ortes in der Oblast Kaliningrad in Russland. Seit 2008 ist die Kirche russisch-orthodoxe Gottesdienststätte.

## Geographische Lage
Timofejewo liegt 22 Kilometer südöstlich der Stadt Sowetsk (Tilsit) am linken Ufer der Scheschuppe (1938 bis 1945: Ostfluss). Von der russischen Regionalstraße R 508 (27A-27) bei Petropawlowskoje (Eggleningken, 1938 bis 1946 Lindengarten) führt eine Nebenstraße (27K-140) in nördliche Richtung nach Liwenskoje (Galbrasten, 1938 bis 1946 Dreifurt), die durch Timofejewo verläuft. Eine Bahnanbindung besteht nicht.
Die Kirche steht innerhalb des Ortes westlich der Hauptstraße nach Liwenskoje.

## Kirchengebäude
Die Geschichte der Kirche Wedereitischken nimmt ihren Anfang im beginnenden 20. Jahrhundert. Vor dem Bau der Kirche standen Altar und Taufstein im Schulgebäude, das als Notkirche diente. Im Jahre 1906 fand die Grundsteinlegung für das Gotteshaus statt. Am 4. Adventsonntag (22. Dezember) 1907 wurde es seiner Bestimmung übergeben.
Die Kirche ist ein unverputzter Ziegelbau mit Westgiebel und spitzem Turm sowie einem gerade geschlossenen Chor mit Anklängen an die Architektur der Ordenszeit. Sie war mit Altar, Kanzel und Taufstein ausgestattet. Kaiserin Auguste Viktoria, die Ehefrau Kaiser Wilhelms II. soll der Kirche eine Bibel in silbernem Einband geschenkt haben.
Die Kirche besaß von Anfang an eine Orgel. Ihr Geläut bestand aus zunächst zwei, später aus drei Glocken. Eine von ihnen wurde im Ersten Weltkrieg zum Einschmelzen abgeliefert, wurde dann aber wieder ersetzt.
Den Zweiten Weltkrieg überstand die Kirche unversehrt, wurde aber in den Folgejahren zweckentfremdet und diente als Pferdestall, Getreidespeicher und auch Baumateriallager, nachdem sie völlig entkernt worden war. Das Hauptportal zum Turm wurde erweitert und stellte eine Quadratbresche dar. Die fehlende Gebäudepflege führte schließlich zum Einsturz des Daches.
Im Jahre 2005 wurde das einstige evangelische Gotteshaus der Russisch-orthodoxen Kirche übergeben. Nach Jahren liebevoller Restaurierung und Herrichtung des Gebäudes in orthodoxem Stil (Einbau einer Ikonostase) wurde das dann Swjato-Wwedenskaja-Kirche („Mariä-Tempelgang-Kirche“, auch: „Mariä-Opfer-Kirche“) genannte Gotteshaus am 20. Juli 2008 von Erzbischof Kyrill I., damals Metropolit von Smolensk und Kaliningrad, dann Patriarch von Moskau und Russland, geweiht.

## Kirchengemeinde
Wedereitischken, seinerzeit ein unscheinbarer Ort an der Scheschuppe, wurde aufgrund seiner zentralen Lage im Jahre 1902 als Kirchdorf erwählt. Zwei Jahre später wurde es auch Pfarrort, nachdem seit 1901 jedoch schon Hilfsprediger den „Seelsorgebezirk“ Wedereitischken betreuten. Das dazugehörige Kirchspiel entstand durch Abtrennungen von der Kirche Budwethen (Altenkirch), der Kirche Lasdehnen (Haselberg) und der Kirche Wischwill. Durch den neuen Kirchort konnten den Gemeindegliedern weite Wege und Umwege zu den Gottesdiensten erspart werden.
Insgesamt gehörten 16 Dörfer, Ortschaften und Wohnplätze zum Kirchspiel, zu dem im Jahre 1925 2800 Gemeindeglieder gehörten. Im Kirchspielgebiet, durch das sich die Scheschuppe (Ostfluss) mit vielen Windungen auf einer Länge von zwölf Kilometern, teils mittendurch, teils als westliche und nördliche Begrenzung, schlängelte, war die Bevölkerung nahezu zu 100 % evangelischer Konfession. Die Kirchengemeinde war patronatlos. Sie gehörte bis 1945 zur Diözese Ragnit im Kirchenkreis Tilsit-Ragnit innerhalb der Kirchenprovinz Ostpreußen der Kirche der Altpreußischen Union.
Flucht und Vertreibung der einheimischen Bevölkerung in Folge des Zweiten Weltkrieges sowie die antikirchliche Politik der Sowjetunion brachten das kirchliche Leben in Timofejewo zum Erliegen. 
Seit Anfang des 21. Jahrhunderts wird das Kirchengebäude von der russisch-orthodoxen Kirche genutzt. Für evangelische Kirchenglieder ist Sabrodino (Lesgewangminnen, 1938 bis 1946 Lesgewangen) die nächstgelegene Gemeinde. Sie gehört zur Propstei Kaliningrad (Königsberg) der Evangelisch-lutherischen Kirche Europäisches Russland.

### Kirchspielorte (bis 1945)
Zwischen 1902 und 1945 bestand das evangelische Kirchspiel Wedereitischken (Sandkirchen) mit seinen 16 Orten:
| Name                                        | Änderungsname 1938 bis 1946    | Russischer Name  |  | Name                                        | Änderungsname 1938 bis 1946 | Russischer Name |
| ------------------------------------------- | ------------------------------ | ---------------- |  | ------------------------------------------- | --------------------------- | --------------- |
| Alt Krauleidszen 1936–38: Alt Krauleidschen | Hohenflur (Ostpr.)             | Chworostjanka    |  | Klein Kackschen                             | Kleinbirkenhain             | Alexejewka      |
| Aszen 1936–46: Aschen                       |                                | Chworostjanka    |  | Klein Rudminnen                             | Kleinruden                  | Abramowo        |
| Dannenberg                                  |                                | Talniki          |  | Klein Schillehlen                           | Kleinschollen               | Kalatschejewo   |
| *Dickschen                                  | Lindbach                       | Abramowo         |  | Königshuld II                               |                             | Bobrowo         |
| *Galbrasten                                 | Dreifurt                       | Liwenskoje       |  | Mikehnen                                    | Micheln                     | Talniki         |
| Groß Kackschen                              | seit 1936: Birkenhain (Ostpr.) | Sadowo           |  | Neu Krauleidszen 1936–38: Neu Krauleidschen | Sammelhofen                 | Timofejewo      |
| *Groß Rudminnen                             | Wietzheim                      | Bobrowo          |  | Wedereitischken                             | Sandkirchen                 | Timofejewo      |
| *Groß Schillehlen                           | Großschollen                   | Petropawlowskoje |  | *Weedern                                    |                             | Talniki         |

### Pfarrer (bis 1945)
An der Kirche Wedereitischken amtierten bis 1945 fünf evangelische Geistliche:
| - Kurt Knorr, 1901–1902 - Paul Lenkeit, 1902–1908 - Franz Schrader, 1909–1911 - Otto Obereigner, 1910–1916 - Ludwig Reimer, 1917–1945 |